# Klimaatgordels
De klimaatgordels (ook wel klimaatzones genoemd) zijn zones die de  verschillende klimaten op aarde omvatten. Er zijn drie soorten klimaatgordels: de koude klimaten (in de poolgordel), de gematigde klimaten (in de intermediaire gordel) en de warme klimaten (in de intertropen).
Deze klimaten liggen evenwijdig met de poolcirkels. Het verschil tussen de zones is het gevolg van de schuine aardas en de aardrevolutie. De zones worden doorheen het jaar op een andere manier blootgesteld aan de zon. Hierdoor ontstaan verschillende soorten klimaten met typische vegetaties. Ook de hoeveelheid neerslag heeft een invloed op het klimaat.

Ligging van de klimaatgordels
We vinden dezelfde klimaatgordels terug op beide halfronden. Ze hebben ook dezelfde breedteligging. We vinden de koude klimaten terug tussen de 90° en de 60°. De gematigde klimaten tussen de 60° en de 30° en de warme klimaten tussen de 30° en de 0°.
Zonnestand bij de klimaatgordels
In de intertropen is twee keer een loodrechte zonnestand per jaar, en de zon culmineert soms in het noorden en soms in het zuiden. Op de keerkringen (de grenzen van deze gordel) is er slechts één keer loodrechte zonnestand. 
Op de polaire gordel is er een afwisseling van poolzomers en poolwinters. In de intermediaire gordel of middelbreedte is er nooit een loodrechte zonnestand. Er is elke dag zonsopgang en -ondergang. Hier komen ook elk jaar de vier seizoenen in voor. 